# Rosanna (Vorname)
Rosanna bzw. Rosanne ist ein weiblicher Vorname.

## Herkunft und Bedeutung
Rosanna ist italienischer Herkunft, der als Doppelname aus den Vornamen Rosa und Anna gebildet ist.

## Varianten
- englisch Rosanne, Roseanne, Rosann, Roseann
- spanisch Rosana
- portugiesisch Rosana
- Różana
- Różanna

Kurzform: Rosie

## Namensträgerinnen

### Rosana, Rosanna, Rosanne, Rossana
- Rosana Arbelo, bekannt als Rosana (* 1963), spanische Sängerin
- Rosana dos Santos Augusto, genannt Rosana (* 1982),  brasilianische Fußballnationalspielerin
- Rosanna Arquette (* 1959), US-amerikanische Schauspielerin
- Rosanna Buchauer (* 1990), deutsche Trail- und Ultraläuferin
- Rosanna Carteri (1930–2020), italienische Opernsängerin (Sopran)
- Rosanne Cash (* 1955), US-amerikanische Country-Sängerin
- Rosanna Costa (* 1957), chilenische Wirtschaftswissenschaftlerin, seit 2022  Präsidentin der Zentralbank von Chile
- Rosanna Crawford (* 1988), kanadische Biathletin
- Rosanna Davison (* 1984), irisches Fotomodell
- Rosanna DeSoto (* 1950), US-amerikanische Schauspielerin
- Rosanna Falasca (1953–1983), argentinische Tangosängerin
- Rosanna Flamer-Caldera (* 1956), Menschenrechtlerin aus Sri Lanka
- Rosanna Grüter (* 1984), Schweizer Medien-Produzentin, Moderatorin, Journalistin und DJ
- Rosana Kiroska (* 1991), nordmazedonische Skilangläuferin und Biathletin
- Rossana Martini (1926–1988), italienische Schauspielerin
- Rosana Inés Mentana (* 1961), argentinische Tangosängerin
- Rosanna Munerotto (* 1962), ehemalige italienische Langstreckenläuferin
- Rosanna Munter (* 1987), schwedische Schauspielerin und Sängerin
- Rosanna Norton (1944–2025), US-amerikanische Kostümbildnerin
- Rossana Podestà (1934–2013), italienische Filmschauspielerin
- Rossana de los Ríos (* 1975), paraguayische Tennisspielerin
- Rosanna Rocci (* 1968), italienische Schlagersängerin
- Rossana Rory (1927–2020), italienische Schauspielerin
- Rossana Rossanda (1924–2020), italienische Intellektuelle, Journalistin und Schriftstellerin
- Rosana dos Santos Augusto (* 1982), brasilianische Fußballnationalspielerin
- Rosanna Schiaffino (1939–2009), italienische Schauspielerin
- Rosanna Sieveking (* 1965), deutsche Juristin und Richterin
- Rosana Simón (* 1989), spanische Taekwondoin
- Rosanna Tavares (1961–2006), brasilianische Sängerin und Musikerin
- Rosanna Yanni (* 1938), argentinische Schauspielerin

### Roseana, Roseanna, Roseanne
- Roseanne Allen (1954–2009), kanadische Skilangläuferin
- Roseanne Barr (* 1952), US-amerikanische Komikerin, Schauspielerin und Politikerin
- Roseanna Cunningham (* 1951), schottische Politikerin, Mitglied der Scottish National Party (SNP)
- Roseann O’Donnell (* 1962), US-amerikanische Schauspielerin, Moderatorin und Fernsehproduzentin
- Roseanne Park (* 1997), australisch-koreanische[1] Sängerin und Tänzerin
- Roseanna Vitro (* 1951), US-amerikanische Jazzsängerin

## Weiteres
- Rosanna, ein 42 km langer Fluss im Bundesland Tirol, Österreich
- Rosanna (Lied), ein Rocksong von Toto aus dem Jahr 1982
- Rosanna & Zélia, brasilianische Weltmusik-Band
- Rosannas letzter Wille, Filmkomödie aus dem Jahr 1996
- Roseanne,  US-amerikanische Sitcom 1988 bis 1997